# バンコク・スカイトレインEMU-A型電車
バンコク・スカイトレインEMU-A型電車（バンコク・スカイトレインEMU-Aがたでんしゃ）は、1999年12月5日に営業運転を開始したバンコク・スカイトレイン（BTS）の通勤型電車である。

## 概要
BTSの開業に伴い1999年に3両編成35本（140両）が導入され、さらに2012年11月から2013年3月には4両編成化するために中間車が新造された。
シーメンスのモジュラー・メトロを採用している。バンコク・メトロのブルーライン（チャルーム・ラチャモンコン線）は、後にBTSとの直通運転を可能にするために基本設計は本車両と共通である。
デザインはポルシェデザインが担当した。

### 車体
車体はステンレス鋼製だが、全塗装されている。塗色にはタイ国旗を彷彿とさせる白・赤・青が使われている。

### 車内

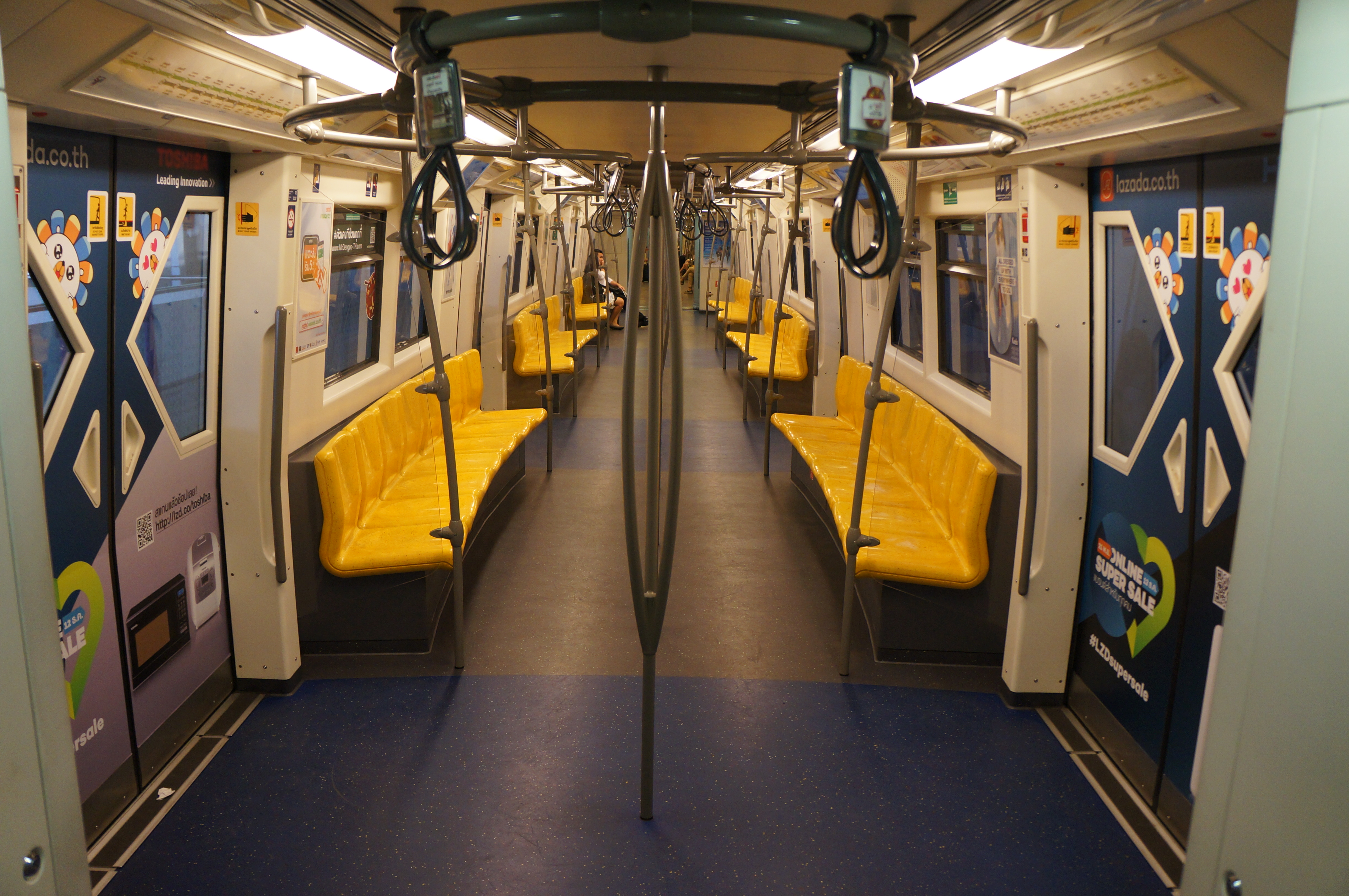
内装

車内は白を基調としている。座席はオレンジ色のオールロングシートで、雨天時で濡れた客が座った後に拭きやすいよう繊維強化プラスチックを使用している。
窓は直線的な印象となっており、ドアの窓や取っ手は独特な形状である。外吊り式ドアで、閉扉時にチャイムが鳴る。
扉間には液晶ディスプレイが設置されており、画面の上部でCMが音声付きで放映され、最下部で次駅または現在停車中の駅を表示している。
つり革はベルトで、スタンションポールも備えつけられている。

### 走行機器など
制御装置は、2レベルIGBT-VVVFインバータ制御である。歯車装置には低騒音型の平歯車が使用されている。台車はSF-2000型を採用。

### 運用
BTS各線で運行されている。
シーロム線の車両は、ウォンウィエン・ヤイ駅への延伸以降、ボンバルディア・トランスポーテーションの信号システムに対応するよう改造された。